# Agarn
Agarn é uma comuna da Suíça, no Cantão Valais, com cerca de 798 habitantes. Estende-se por uma área de 7,6 km², de densidade populacional de 105 hab/km². Confina com as seguintes comunas: Chandolin, Leuk, Oberems, Saint-Luc, Turtmann, Unterems. 
A língua oficial nesta comuna é o Alemão.